# Józef Pieprzyk
Józef Pieprzyk (ur. 9 marca 1901 we Bninie, obecnie część Kórnika, zm. 1965) – polski działacz państwowy i partyjny, kolejarz, związkowiec, poseł na Sejm Ustawodawczy i Sejm I kadencji, w latach 1953–1956 przewodniczący Prezydium Wojewódzkiej Rady Narodowej w Poznaniu.

## Życiorys
Syn Ignacego i Petroneli. W 1917 wyemigrował do Nadrenii, gdzie przez dwa lata pracował jako pomocnik ślusarski. We wrześniu 1918 powrócił do kraju, przez 15 lat pracował w warsztatach kolejowych w Poznaniu. Zaangażował się w tworzenie Towarzystwa Oświaty Robotniczej „Świt” związanego z Towarzystwem Uniwersytetu Robotniczego, należał do Klasowego Związku Zawodowego Kolejarzy. Został członkiem PPS-Lewicy (1927–1929), następnie przeszedł do Komunistycznej Partii Polski. W czasie okupacji zatrudniony w Poznańskich Zakładach Naprawczych Kolei, działał także w lokalnym podziemiu komunistycznym.
W 1942 wstąpił do Polskiej Partii Robotniczej, potem przeszedł do Polskiej Zjednoczonej Partii Robotniczej. Należał do Komitetu Wojewódzkiego PPR w Poznaniu (1945–1948, w tym członek egzekutywy) oraz do Komitetu Wojewódzkiego PZPR w Poznaniu (1948–1957, 1959–1965), zasiadał też w centralnych organach tych partii. Działał w Towarzystwie Przyjaźni Polsko-Radzieckiej, a także jako wiceszef i od 1950 szef okręgowego Związku Zawodowego Kolejarzy. W latach 1947–1956 zasiadał w Sejmie Ustawodawczym (z okręgu Kalisz) i Sejmie I kadencji (z okręgu Szamotuły). Zajmował stanowisko dyrektora Okręgu Kolei Państwowych w Poznaniu (1950–1953) oraz przewodniczącego Prezydium Wojewódzkiej Rady Narodowej w tym mieście (1 czerwca 1953 – 31 grudnia 1956).

## Odznaczenia
Odznaczony Krzyżem Komandorskim Orderu Odrodzenia Polski (1954), Złotym (1949) i dwukrotnie Srebrnym (1946, 1947) Krzyżem Zasługi oraz Medalem 10-lecia Polski Ludowej, a także Odznaką Honorową Miasta Poznania i Odznaką Tysiąclecia Państwa Polskiego. Jego imię do 2019 nosiła ulica w Swarzędzu (utrzymała ona starą nazwę, lecz tym razem na cześć socjologa i dziennikarza Józefa Pieprzyka żyjącego w latach 1917–1997).